# Бычков, Владимир Васильевич
Владимир Васильевич Бычков (20 апреля 1949, Троицк — август 2024, Челябинск) — российский искусствовед, баянист, дирижёр, музыкальный педагог, профессор (1995), доктор искусствоведения (2000), Заслуженный деятель искусств РФ (2007).

## Биография
Родился 20 апреля 1949 года в городе Троицк Челябинской области. В. В. Бычков окончил музыкальную школу Троицка (ныне школа искусств № 1) по классу баяна, класс преподавателя М. А. Вахрина, затем Челябинское музыкальное училище им. П. И. Чайковского  по классу баяна, класс педагога Ю. И. Максимова, и по специальности дирижирования, класс педагога Г. А. Любовицкого. После прошел обучение в Горьковской государственной консерватории им. М. Глинки (класс баяна профессора Н. Чайкина и дирижирования доцента А. Я. Войскунского). Здесь же учился в  ассистентуре-стажировке (класс профессора Н. Я. Чайкина, 1976 г.). С 1972 года преподавал в Челябинском государственном институте культуры в различных должностях: старший преподаватель, с 1990 г. доцент, с 1993 г. профессор кафедры народных инструментов; с 2002 г. профессор кафедры эстрадно-оркестрового творчества. В ЧГИК преподавал дисциплины по классу баяна, аккордеона и дирижирования, читал курсы лекций по «Истории исполнительства на русских народных инструментах», «Методики преподавания дирижирования», «Работе с оркестром». Профессор В.В. Бычков подготовил свыше 80 специалистов, работающих в различных сферах культуры.
1968 г. — окончил Челябинское музыкальное училище им. П. И. Чайковского по классу баяна Ю. И. Максимова;
1972 г. — окончил Горьковскую консерваторию им. М. И. Глинки по классу баяна профессора Н. Я. Чайкина и по классу дирижирования доцента А. Я. Войскунского;
1976 г. — окончил ассистентуру-стажировку по классу профессора Н. Я. Чайкина;
с 1972 г. — преподаватель кафедры народных инструментов Челябинского государственного института культуры (ныне Челябинская государственная академия культуры и искусств), доцент (1989), профессор (1993);
с 1993 г. — действительный член Международного Совета аккордеонистов (International of Accordionists, Finland);
с 1995 г. — руководитель исполнительской ассистентуры-стажировки по классам баяна, аккордеона, ансамбля, дирижирования;
с 2002 г. — руководитель творческо-исполнительской аспирантуры Челябинской государственной академии культуры и искусств.
13 августа 2024 года обнаружен мёртвым в собственной квартире в Челябинске в возрасте 75 лет.

### Лауреат международных конкурсов в Италии
1993 г. — «Citta di Castelfidardo»,1 премия (в составе ансамбля «Виртуозы России»);

1994 г. — «La Fornacetta», 3 премия;

1995 г. — «Astor Piazzolla», специальная премия солисту-не пианисту;

1996 г. — «Citta di Castelfidardo», 3 премия (в составе ансамбля «Рифей»);

2000 г. — «Tourneo International di Musica», Гран при (в составе трио «Рифей»);

2000 г. — Швейцария «Grand Prix», 1 место (в составе ансамбля «Челябинск»).

В составе творческих групп гастролировал в ГДР (1968), Польше (1975, 1990), Болгарии (1977), Австрии (1976,2000), Индии, Шри-Ланка (1989), Дании (1995, 1999, 2003, 2004), Швейцарии (2000), Испании (2004), Италии (2004), Германии (2003—2008).

## Творческая деятельность
Творческая деятельность В.В. Бычкова разнообразна и насыщена. Начиная с 1966 г. исполнителем было дано свыше 80 концертов и реализовано шесть различных программ: три программы из произведений Н. Я. Чайкина (Концерты № 1, 2; Сонаты № 1, 2; Концертная, Украинские сюиты, цикл «10  концертных пьес»). В качестве солиста выступал с симфоническими оркестрами  Челябинского государственного театра оперы и балета, Челябинского музыкального училища им. П. И. Чайковского, с духовым орк-ром Челябинского военного гарнизона с государственным оркестром русских народных инструментов «Малахит» под упр. народного артиста РФ, профессора В. Г. Лебедева, с камерным оркестром «Классика» Челябинской государственной филармонии (руководитель — заслуженный артист, профессор ЧГИК А. Абдурахманов. В составе творческих групп Бычков представлял отечественное искусство в Германии (1968), Польше (1975, 1990), Австрии (1976, 2000), Болгарии (1977), Индии (1989). В 1993 году ансамбль «Виртуозы России» (Ш. Амиров, В. Бычков, В. Ярушин, В. Конюхов) получил «Гран-При» на международном конкурсе в Кастельфидардо (Италия); в 1994 В. Бычков завоевал третью премию среди солистов-баянистов на международном конкурсе в Барге (Италия). В.В. Бычков в 1995 году стал обладателем единственной премии на Международном конкурсе им. А. Пьяццоллы как лучший солист (Италия). С 1994 — солист Челябинской государственной филармонии, гастролировал в Челябинской, Пермской, Курганской областях. Играл в дуэтах: с баянистами В. А. Вольфовичем (1964—1966 гг.), П. Т. Раковским (1966—1968 гг.), балалаечниками Ю. А. Мугерманом (1975—1976 гг.), В. В. Медведевым (1977 г., 1982 г.), А. А. Прасоловым (1982, 1986, 1987), Ш. С. Амировым (1994, 1996). В.В. Бычков являлся музыкальным руководителем таких коллективов как, квартет русских народных инструментов «Рифей» (В. Бычков, А. Прасолов, В. Кочеков, В. Стяжкин (1991), ансамбля камерной музыки «Рифей» (1995 г.). Участник ансамбля «Уральский сувенир» Челябинской областной филармонии (1986—1991 гг.) и ансамбля эстрадной музыки «Челябинск» (1996–2009 гг., рук. проф. Р. Г. Хабибулин), ансамбля «Мелодии Урала» (Екатеринбург, 2004 г., рук. – Л. А. Амирова) и международного российско-германо-испанского ансамбля народных инструментов (Испания, 2004 г., рук. И. Казимирская). Аккомпанировал в концертах артистам Челябинского государственного академического театра оперы и балеты им. М. И. Глинки: Нарным артистам РФ А. Алексику, Н. Глазкову, заслуженным артистам РФ Н. Коновалову, А. Гергалову, П. Калачеву, Н. Гриченко, Н. Воробьевой, Н. Нефедовой, А. Суханову; солисту Московской государственной филармонии заслуженному артисту РФ Г. Пищаеву; артистам Украины Е. Устинову, Ю. Трицецкому. Как дирижёр выступал с симфоническими оркестрами Челябинского государственного театра оперы и балета им. М. И. Глинки (1996 г.), Кокчетавской государственной филармонии (Казахстан, 1979 г.), с камерным оркестром «Рифей» (Верона, Италия, 2008 г.). В.В. Бычков инициатор создания центра международных культурных связей при «Ассоциации содействия образованию, науке, искусству, культуре и спорту «Асоникс» (1991) который при поддержке Губернатора Чел.ябинской области П. И. Сумина получил официальный статус как «Международная школа высшего исполнительского мастерства» (2000 г.) и «Международного государственный институт музыки» при ЧГИК (2001 г.). Владимир Васильевич являлся инициатором и организатором совместных проектов ЧГИК и  Р. Зигеристом – рук. «Volkshochschule», Ванген в Альгое, Германия, в рамках которых прошли российско-германские фестивали: «Дни Германии в Челябинске», «Дни Южного Урала в Германии» (2005—2008 гг.). Композиторская деятельность Бычкова представлена сочинениями различных жанров: музыка для симфонических и народных оркестров, отдельными инструментальными, камерно-инструментальными и камерно-вокальными произведениями. Бычков — лауреат Международного конкурса в номинации «Композиция» (T.I.M.) в Италии (Рим, 2006, Соната-фантазия для аккордеона).
1979—1980 гг. — стажёр-исследователь при секторе музыки научно-исследовательского отдела Ленинградского государственного института театра, музыки и кинематографии им. Н.Черкасова (консультант — А. М. Мирек);
1986 г. — защита диссертации по теме «Творчество Н. Я. Чайкина и актуальные проблемы советской баянной музыки» в диссертационном совете Ленинградского государственного института театра, музыки и кинематографии им. Н. Черкасова. Присвоено звание кандидата искусствоведения;
1990—1991 гг. — старший научный сотрудник сектора музыки научно-исследовательского отдела Ленинградского государственного института театра, музыки и кинематографии им. Н. Черкасова;
2000 г. — защита диссертации на соискание ученой степени доктора искусствоведения «Формирование и развитие баянно-аккордеонного искусства как явления отечественной и европейской музыкальной культуры (начало XIX-конец XX в.): исполнительство, музыка, инструментарий» в диссертационном Совете Российского института истории искусств Российской Академии наук (Санкт-Петербург);
2000 г.— член Международной академии наук о природе и обществе (International Academy of Sciences of Nature and Society);
2005—2014 гг.— научный руководитель аспирантуры в Челябинской государственной академии культуры и искусств по специальности 17.00.02 Музыкальное искусство;
2009 г.— член Союза учёных (г. Санкт-Петербург);
2014 г. — действительный член Международной Академии Информатизации (International Informatization Academy);
2014 г.— член Союза композиторов Российской Федерации.

## Научная деятельность
Научной работой занимается с 1978 года. В 1980–1981 годы — стажер-исследователь при секторе музыкально  научно-исследовательского отдела Ленинградского института театра, музыки и кинематографии им. Н. Черкасова (научный руководитель – доктор искусствоведения, профессор А. М. Мирек). В 1986 году защитил кандидатскую диссертацию на тему «Творчество Н. Я. Чайкина и актуальные проблемы советской баянной музыки». В 2000 году по совокупности научных трудов В.В. Бычкову было присвоено звание доктора искусствоведения: «Формирование и развитие баянно-аккордеонного искусства как явления отечественной и европейской музыкальной культуры (начало ХIХ – конец XX вв.): исполнительство, музыка, инструментарий». Бычков является основателем нового научного направления «Отечественное баянное и зарубежного аккордеонное искусство».
За книгу «A. Piazzolla – composer, perfomer, misician» Бычков удостоен звания лауреата международного конкурса в Италии (T.I.M.) в номинации «Музыкальная критика» (Рим, 2006).
2005-2014  гг.  — В. В. Бычков являлся научным  руководителем аспирантуры в ЧГИК по специальности 17.00.02 Музыкальное искусство.

## Награды и премии
- Премия Губернатора Челябинской области П. И. Сумина в области образования (2002)
- Благодарность Министра культуры Российской Федерации (16 октября 2003 года) — за высокие достижения в области педагогической, научно-исследовательской работе, многолетнюю активную концертно-творческую и просветительскую деятельность, а также в связи с 35-летием со дня основания Челябинской государственной академии культуры и искусства[3].
- Член Международной академии наук о природе и обществе (International Academy of Sciences of Nature and Society) (2000)
- Член Союза учёных (г. Санкт-Петербург, 2009)
- Действительный член Международной Академии Информатизации (International Informatization Academy,2014)
- Член Союза композиторов Российской Федерации (2014)
- Доктор искусствоведения (2000)
- Профессор (1995)
- Действительный член Международного Совета аккордеонистов (Финляндия, 1993)
- Заслуженный деятель искусств РФ (2007)
- Лауреат Международного конкурса в номинации «Композиция» (T.I.M.) в Италии (Рим, 2006, Соната-фантазия для аккордеона)
- Обладатель единственной премии на Международном конкурсе им. А. Пьяццоллы как лучший солист (Италия, 1995)
- Книга «A. Piazzolla – composer, perfomer, misician» стала лауреатом международного конкурса в Италии (T.I.M.) в номинации «Музыкальная критика» (Рим, 2006)

## Книги, научные труды
- Аранжировка аккомпанемента для оркестра и ансамбля русских народных инструментов [Текст] / В. В. Бычков. – Москва : Сов.Россия, 1988. – 96 с. – (Б-чка "В помощь художественной самодеятельности"; Вып.18).
- Баянно-аккордеонная музыка России и Европы [Текст] : в 2 кн. / В. В. Бычков. – Кн.1 : Баянная музыка России. – Челябинск : Версия, 1997.  –216 с.; Кн.2 : Аккордеонная музыка Европы. – Челябинск : Версия, 1997. – 290 с. - ISBN 5-87229-051-9.
- История отечественной баянной и зарубежной аккордеонной музыки [Текст]  / В. Бычков. – Москва : Композитор, 2003. – 168 с. – ISBN 5-85285-630-4.
- Астор Пьяццолла – композитор, исполнитель, музыкант [штрихи к портрету] [Текст] / В. В. Бычков ; М-во культуры Рос. Федерации, Челяб. гос. акад. культуры и искусств, Междунар. ин-т музыки при ЧГАКИ. – Челябинск, 2005. – 97 с. – (Мастера отечественной баянной и зарубежной гармонно-аккордеонной культуры). – ISBN 5-94839-043-8.
- Юрий Казаков – патриарх баянного искусства [Текст] / В. В. Бычков. – Санкт-Петербург : Композитор, 2005. – 166 с.: портр., 12 л. ил. – (Мастера отечественной баянной и зарубежной гармонно-аккордеонной культуры).
- Юрий Казаков – патриарх баянного искусства [Текст] / В. В. Бычков ; рец. М. А. Игнатьева, В. К. Петров. – Москва : Московские учебники. – 2006. – 255 с. – (Издательская программа Правительства Москвы).
- Юрий Казаков-патриарх баянного искусства [Текст] / В. В. Бычков. - Москва : Библиотека клуба адмиралов, 2014. - 351 с. : ил., ноты, карты ; П. л. 8,8 + 2 эл. опт. диск (CD-ROM). –  Библиогр.: с. 342-351.  – 1000 экз.. – ISBN 978-5-94839-457-2.
- Astor PIAZZOLLA. Composer, performer, musician [Текст] / V. Bychkov ; Ministry of Culture of Russian Federation; Chelyabinsk State Academy of Culture and Arts ; International Institute of Music of the Chelyabinsk State Academy of Culture and Arts. – Chelyabinsk, 2006. – 78 p. – (Masters of Native Bayan and Foreign Accordion and Harmonica Culture).
- Вячеслав Беляков – музыкант-педагог [Текст] / В. В. Бычков [рец. В. А. Вольфович] ; М-во культуры Рос. Федерации, Челяб. гос. акад. культуры и искусств. – Челябинск, 2008. – 73 с. – (Мастера отечественной баянной и зарубежной гармонно-аккордеонной культуры).
- Педагогическая деятельность Ю. И. Максимова [Текст] / В. В. Бычков // Баян. История, теория, практика, методика, творчество, психология исполнительства, педагогика, образование. К 100-летию русского баяна : [сборник] / редкол.: И. В. Мациевский, В. В. Бычков ; М-во культуры Российской Федерации ; Рос. акад. наук; Рос. ин-т истории искусств, сектор инструментоведения ; Челяб. гос. акад. культуры и искусств, Междунар. ин-т музыки. – Санкт-Петербург ; Челябинск, 2009. – С. 179–183.
- Игорь Мациевский – автор музыки для народных инструментов [Текст] / В. Бычков // Контонация: перспективы музыкального искусства и науки о музыке : материалы Междунар. инструментовед. конгр. (5–7 дек. 2011 г.) / гл. ред. А. А. Тимошенко, редкол.: Н. В. Александрова и [др.] ; М-во культуры Рос. Федерации, Рос. ин-т истории искусств. – Санкт-Петербург, 2011. – С. 182–184.
- История отечественной баянной и зарубежной аккордеонной музыки [Текст] / В. В. Бычков. – Москва : Композитор, 2012. – 159 с. : ил., нот. - ISBN 978-5-4254-00 52-9.
- Николай Яковлевич Чайкин (жизнь, творчество, личность, ученики) [Текст] : монография : в 3 кн. / В. В. Бычков. – Москва : Библиотека Клуба адмиралов, 2015–2017. – (Мастера отечественной баянной и зарубежной гармонно-аккордеонной культуры). – ISBN 978-5-94839-522-7.
- Шаукат Амиров [Текст] / В. В. Бычков. – Москва : Композитор, 2014. – 270, [1] с., [8] л. ил., цв. ил., портр. : нот., портр., табл. – Из содерж.: Библиогр.: с. 234–253. – Дискогр.: с. 264–269. – Список трудов Ш. С. Амирова : с. 261–262. – ISBN 978-5-4254-0072-7.
- Музыка челябинских композиторов для русских народных инструментов (к 80-летию со дня рождения Е. Г. Гудкова) / В. В. Бычков // Вестник культуры и искусств. – 2019. – № 2 (58). – С. 48–53.
- Бычков В. В. Анатолий Полетаев и Русский народный оркестр «Боян» : монография / В. В. Бычков. –  2-е изд., стер. – Санкт-Петербург : Лань : Планета музыки, 2019.  – 224 с.: ил.  – (Учебники для вузов. Специальная литература). – ISBN 978-5-8114-4673-5.
- Бычков В.В. Альфред Мирек – ученый: монография /  Компьютерный набор текста Маликова Н.В., дизайн и компьютерная верстка Маликова Н.В., технический и фоторедактор Маликова Н.В. - Санкт-Петербург: Композитор, 2019. – 351 с.

## Творчество

### Для оркестра русских народных инструментов
- Увертюры № 1, 2 (1980, 1982);
- Героическая сюита (1985);
- Лирическая сюита (1987);
- Концерт «Сказ об Урале» (1991);
- Вариации на темы двух русских народных песен для балалайки с орк. рус. нар. инстр. (2011);
- Народный праздник (2011);

### Для флейты, баяна и струнного оркестра
- Немецкая сюита (2010);

### Для большого симфонического оркестра
- Симфониетта «Памяти павших в Великой Отечественной войне» [в 4 ч.] (2010);

### Для баяна и оркестра
- Пять концертов (1968, 1982, 1989, 1995, 1999);
- Концертино (1972);
- Немецкая сюита (2004);
- Русская фантазия (2004);
- сюита «Шопениана» (2004);
- сюита « Piazzoliana» (2002);
- Пьяццоллиана (2007);
- Челябинск – Ванген = Tscheljabinsk – Wangen (Марш дружбы) (2009, 2011);
- Воспоминание об Италии (Монастырь Святой Елизаветы, г. Барга) (2011);
- Посвящение : концерт. вальс : для джаз-оркестра (2011);
- Русская фантазия (2011);
- Элегия: для баяна и струн. квартета (2011);
- Piazzolla, A. Muerte del Angel (2011);
- Piazzolla, A. Adios Nonino (2012);
- Piazzolla, A. Liebertango (2012);

### Для баяна
- Сюиты № 1-5 (1968, 1981, 1993, 1994, 1995, 2007);
- Концертный триптих (1983);
- Sonata-Fantasy (1999)
- Пять настроений (1981);
- Драматическая прелюдия (1985);
- Уральская сюита (1987);
- Зарисовки в лесу: Детская сюита № 1 (2007);
- Вариации на тему Дж. Каччини «Ave Maria» (2007);
- Kinder suite № 1 «Sketches in Wood» (2007);
- Лесные картинки: сюита № 2 в 4 ч. (2007);
- Раскачалася рябина над водой (2007);
- Сказки: сюита № 4 в 8 ч. (2007);
- Ретро-сюита. Ч. 3. Полька (2010);
- Уральские зарисовки: сюита № 3 в 6 ч. (2007);
- The Urals’ Sketches (2007);
- Sonata-Fantasy in G (2012);

### Для органа
- Фантазия (2007);

### Для балалайки
- Концерты № 1,2 (1975, 1983).

### Для домры
- Уральский концерт (1988, 2011).

### Для голоса и фортепиано
- Библиотечный вальс (2010);
- Ария-вокализ для колоратур. сопрано, флейты, бяна и струн. группы (2011);
- Пьяццоллиана [Ноты] : Сюита № 1 : для многотембрового баяна, голоса, фп., камер. орк. (анс.) и биг-бэнда (2014);